# Macromitrium frustratum
Macromitrium frustratum är en bladmossart som beskrevs av Bruce H. Allen 1998. Macromitrium frustratum ingår i släktet Macromitrium och familjen Orthotrichaceae. Inga underarter finns listade i Catalogue of Life.